# Oberes Mittelrheintal
Oberes Mittelrheintal eller Den øvre mellemrhindal er en 65 kilometer lang strækning langs Rhinen i Tyskland, mellem Bingen am Rhein på flodens venstre bred, Rüdesheim am Rhein på højre og nordover til Koblenz. Strækningen blev i juni 2002 opført på UNESCOs liste over verdens kulturarv som følge af en sjælden kombination af geologiske, historiske, kulturelle og industrielle mindesmærker langs ruten.

## Beliggenhed
Verdensarvsområdet er i det væsentlige sammenfaldende med det geografiske område med samme navn, men strækker sig også udenfor. Mod syd omfattes byerne Bingen og Rüdesheim af verdensarvsområdet og i nord falder også store dele af Koblenz indenfor. Koblenz tilhører geografisk Det mellemrhinske bækken. Verdensarvsområdet Oberes Mittelrheintal er 67 kilometer langt og strækker sig fra Rhinen-km 526 til 593. Rhinen-km har sit nulpunkt ved Rhinbroen i Konstanz.

## Bosættelser
Verdensarvsområdet har et areal på ca. 273 km² men hertil kommer en bufferzone på 340 km². Indenfor området findes ca. 60 byer og kommuner med tilsammen ca. 170.000 indbyggere. I den del som indgår i delstaten Rheinland-Pfalz findes den Kreisfreie Stadt Koblenz og dele af landkredsene Mainz-Bingen, Mayen-Koblenz, Rhein-Hunsrück og Rhein-Lahn. Verdensarvsområdet omfatter også en del af landkredsen Rheingau-Taunus-Kreis i delstaten Hessen.
Langs flodens venstre bred liger byerne Bingen, Trechtingshausen, Niederheimbach, Rheindiebach, Bacharach, Oberwesel, Sankt Goar, Boppard, Spay, Brey, Rhens og Koblenz. Langs højre bred ligger byerne Rüdesheim, Assmannshausen, Lorch, Kaub, Sankt Goarshausen, Kestert, Kamp-Bornhofen, Osterspai, Braubach, Lahnstein og Koblenz.

## Kulturminder
De mest fremstående kulturmindesmærker i dalen er borgene, fæstningerne, slottene og kirkerne. Både Marksburg som er den eneste fuldstændige bjergborg, Pfalzgrafensteinborgen på en ø i Rhinen, Rheinfelsborgen som i sin tid blev udbygget til en fæstning, er alle vigtige kulturminder fra middelalderen. Stolzenfelsslottet er synonymt med Rhinromantikken. Det kurfyrstelige slot var den sidste residens for kurfyrsten i Trier indtil franske revolutionstropper nedlagde kurstaten.
Den største fæstning i verdensarvsområdet er Koblenz fæstning, opført i 1800-tallet af Preussen. Ehrenbreistein fæstning er en del af dette anlæg.
Blandt de ældste kirkebyggerier er den romanske basilika Sankt Kastor i Koblenz, stiftskirken Sankt Goar fra 1000-tallet og den senromanske Johanneskirken i Lahnstein.
Blandt de mest kendte ikkekirkelige bygningsværker findes Musetårnet i Bingen, et tidligere toldvagttårn, Niederwald-mindesmærket i Rüdesheim og Deutsches Eck med rytterstatuen af kejser Wilhelm 1. ved floden Mosels udmunding i Rhinen. Et vigtigt arkæologisk fund er det romerske kastel i Boppard, som er blandt de bedst bevarede af sin slags i Tyskland.

## Kulturlandskabets historie
Der har været bosættelser på terrasserne langs hele ruten siden sidste istid. Romerne erobrede området i første århundrede. En militær transportvej blev bygget langs venstre flodbred, mellem militære fæstninger og lejre. Rhinen var i denne periode også en vigtig skibsrute som forbandt Nord-Europa med Alperne og landene ved Middelhavet.
Da romerne forlod området i 400-tallet, blev deres bosættelser overtaget ar de frankiske konger og det meste af området fra Bingen til Koblenz forblev krongods til langt ud i karolingertiden. Fra 800-tallet og til 1300-tallet blev området overført fra monarkerne til andre, særlig til kirken og kirkelige ordener.
Ved delingen af Karl den stores rige i 842/843 blev landet på flodens venstre bred lagt til Lothars rige, det midterste af de tre dele. Øvre Mellemrhindal fortsatte som kerneområde for den kongelige magt indtil valget af Konrad 3. i 1138. Med dette valg fulgte yderligere deling af området. Landområder blev fordelt mellem kurfyrsterne i Köln, Mainz og Trier og medlemmer af hoffet. Mellem Bingen og Koblenz blev der opført ca. fyrre slotte. Slottene var magtsymboler, men fungerede også som toldstationer langs en trafikeret handelsrute. Byer som Boppard og Oberwesel kæmpede for at opretholde deres uafhængighed. Det kan man se på resterne af deres forsvarsmure.
Øvre Mellemrhindal var senere et kerneområde for Det tysk-romerske rige og fire af kurfyrsterne havde ejendomme i området.
Bacharach var centrum for handelen med vin i senmiddelalderen. Der har været dyrket vin i dalen siden romertiden og i 1000-tallet begyndte erhvervet at ekspandere. Vinområderne var i 1600-tallet ca. 3.000 hektar, fire gange så meget som i dag. Trediveårskrigen medførte fald i vinproduktionen.
Fra 1300- til 1500-tallet blomstrede kunst- og kulturlivet i dalen, blandt andet under indflydelse fra Øvre Rhinen (Strasbourg) og Nedre Rhinen (Köln). Gotiske mesterværker som Wernerkapellet over Bacharach, vor frues kirke i Oberwesel og kirken i Sankt Goar blev opført i denne perioden.
Fra 1600-tallet blev Øvre Mellemrhindal scene for konflikten mellem Tyskland og Frankrig. Den Pfalziske Arvefølgekrig medførte omfattende ødelæggelser af fæstninger og fæstningsværker i dalen og store deler af Koblenz blev ødelagt. Sent i 1700-tallet var venstre bred først territorium under den franske republik og senere det franske kejserdømme.
I 1814 overtog Preussen herredømmet over denne flodstrækning. Store forsvarsværker blev etableret, blandt andet Ehrenbreitstein fæstning i Koblenz. Sejlruten blev udvidet og toldbarriererne fjernet langs store dele af floden. Dampskibene gjorde sin entre på Rhinen og der blev bygget jernbanelinjer på begge flodbredder i 1850- og 1860'erne. Preussen ønskede at præge dalen i tysk tradition og som en del af dette blev fæstningsruiner renoveret i romantisk stil.
I løbet af 1900-tallet blev den traditionelle vinproduktion reduceret og det samme skete for minedriften. Godstransporten på floden er koncentreret om nogle få store havne. Den største økonomiske sektor er i dag turismen med udgangspunkt i kulturlandskabet.

## Øvre mellemrhindal i kunsten
Loreleiklippen ved Rhinen-km 555  inspirerede Heinrich Heine til et af hans mest kendte digte som indledes med ordene Ich weiß nicht, was soll es bedeuten. Digtet er fra digterens hånd uden titel, men er nummer to i det større digt Die Heimkehr fra 1823 til 1824, udgivet i samlingen Buch der Lieder.